# Evgueni Petrov (cyclisme)
Pour les articles homonymes, voir Evgueni Petrov et Petrov.

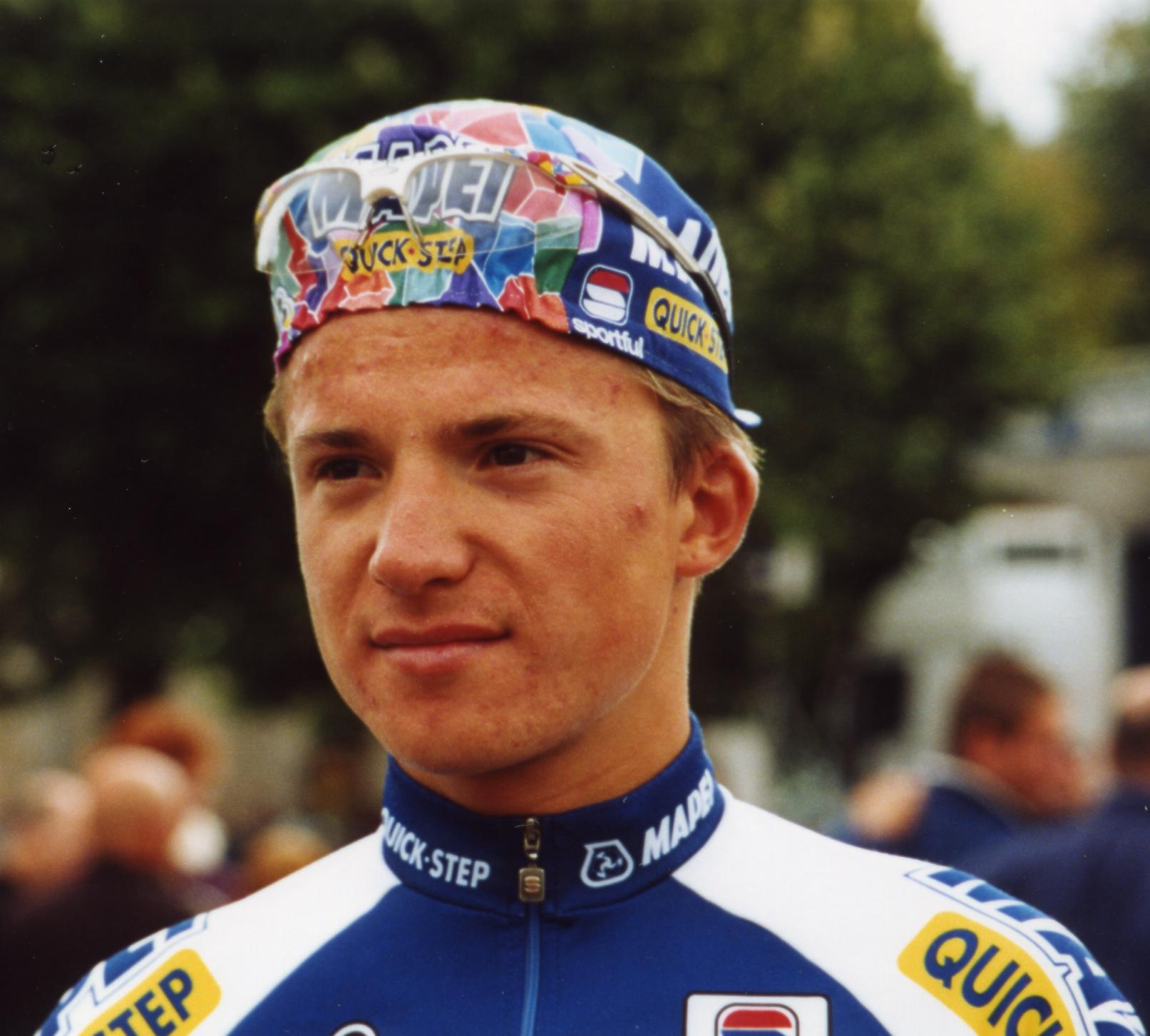
Evgueni Petrov au Tour de l'Avenir 2001.

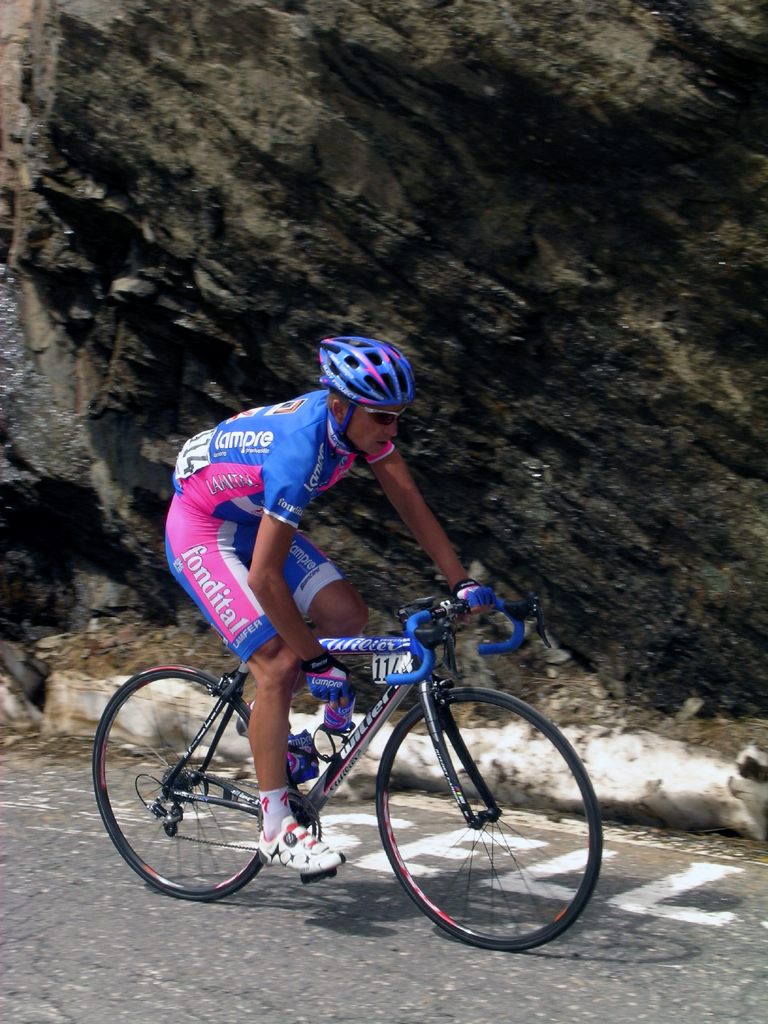
Au Tour d'Italie 2006.

Evgueni Vladimirovitch Petrov (en russe : Евгений Владимирович Петров) est coureur cycliste russe né le 25 mai 1978 à Belovo, professionnel entre 2001 et 2016. Il est passé professionnel au sein de l'équipe Mapei. Au début des années 2000, il est considéré comme l'un des plus grands espoirs du cyclisme mondial après ses succès lors du Championnat du monde de cyclisme sur route espoirs et du contre-la-montre en 2000 et sa victoire dans le Tour de l'Avenir en 2002. Toutefois, il ne confirmera pas totalement les gros espoirs placés en lui, malgré quelques belles places d'honneur. C'est un coureur polyvalent : bon grimpeur, bon puncheur et bon rouleur. Il a notamment remporté l'étape mythique de L'Aquila lors du Tour d'Italie 2010.

## Biographie
En 2000, à Plouay, il devient double champion du monde espoirs (moins de 23 ans) de la course en ligne et du contre-la-montre. Il passe professionnel en 2001 avec la Mapei-Quick Step, avec un statut de grand espoir pour les grandes courses par étapes. Les deux premières années sont convaincantes : Petrov remporte six victoires, dont le championnat de Russie du contre-la-montre 2002 (déjà remporté en 2000) et classement final du Tour de l'Avenir 2002.
Les quatre saisons suivantes ne correspondent pas aux attentes. Il change plusieurs fois d'équipe (iBanesto.com, Saeco, Lampre) et court généralement avec un rôle d'équipier en faveur pour ses leaders, sans avoir la chance de se faire remarquer. En juillet 2005, il est retiré du Tour de France pour un hématocrite supérieur à 50 % avant le départ de la 10e étape. En 2007, il retrouve un rôle de coureur protégé en signant un contrat avec la nouvelle équipe russe Tinkoff Credit Systems. Avec un statut de leader sur le Tour d'Italie 2007, il prend la septième place du général final. En 2008, toujours sous le maillot Tinkoff, il participe au Tour d'Italie et au Tour d'Espagne, mais n'obtient pas de résultats significatifs.
En 2009, il rejoint l'équipe Katusha, une formation russe nouvellement créée. Il participe au Tour d'Italie 2010, où dans la onzième étape, il figure dans une échappée composée de cinquante-cinq autres coureurs. Le peloton ne réagit pas et l'échappée prend le large. L'écart augmente très vite et atteint au maximum 17 min 50 s. Après plusieurs attaques, Linus Gerdemann s'isole, mais il craque dans dernier kilomètre et se voit dépasser par Petrov, qui résiste aux autres coureurs et franchit la ligne en premier. Il s'agit de sa seule victoire d'étape sur un grand tour.
En 2011, il rejoint Astana, puis en 2013 l'équipe Saxo-Tinkoff, avec toujours un rôle d'équipier.
Fin 2014, La Gazzetta dello Sport révèle qu'il fait partie des clients du controversé médecin italien Michele Ferrari. Fin 2015, il prolonge d'un an le contrat qui le lie à la formation Tinkoff-Saxo. Il prend sa retraite à l'issue de la saison 2016.
En 2019, l'équipe russe Gazprom-RusVelo, qui évolue en deuxième division, annonce avoir recruté Denis Menchov et Petrov en tant que directeur sportif.

## Palmarès
- 1999
  -  Médaillé de bronze du championnat du monde du contre-la-montre espoirs
  - 6e du championnat d'Europe du contre-la-montre espoirs
- 2000
  -  Champion du monde sur route espoirs
  -  Champion du monde du contre-la-montre espoirs
  -  Champion d'Europe du contre-la-montre espoirs
  -  Champion de Russie du contre-la-montre
  -  Champion de Russie du contre-la-montre espoirs
  - Coppa della Pace
  - 1re étape du Tour de la Vallée d'Aoste (contre-la-montre)
- 2001
  - 2e étape du Tour de l'Ain (contre-la-montre)
  - 7e du Tour de l'Avenir
- 2002
  -  Champion de Russie du contre-la-montre
  - Duo normand (Avec Filippo Pozzato)
  - Tour de Slovénie :
    - Classement général
    - 5e étape

  - Classement général du Tour de l'Avenir
  - 3e de Florence-Pistoia
- 2003
  - 2e étape du Tour de Castille-et-León (contre-la-montre par équipes)
  - 10e du Tour de Catalogne
- 2004
  - 5e du Tour de Suisse
- 2005
  - 2e du Tour du Trentin
- 2006
  - 3e du championnat de Russie sur route
  - 5e du Tour d'Allemagne
- 2007
  - 2e du championnat de Russie du contre-la-montre
  - 2e de l'Eindhoven Team Time Trial (avec Tinkoff Credit Systems)
  - 3e du Grand Prix de Lugano
  - 7e du Tour d'Italie
  - 8e de Tirreno-Adriatico
- 2010
  - 11e étape du Tour d'Italie
- 2014
  - 6e étape du Tour d'Autriche

## Résultats sur les grands tours

### Tour de France
3 participations
- 2003 : 53e
- 2004 : 38e
- 2005 : exclu (10e étape) pour cause de contrôle sanguin non conforme

### Tour d'Italie
11 participations
- 2005 : 50e
- 2006 : 57e
- 2007 : 7e
- 2008 : 29e
- 2009 : 34e
- 2010 : 31e, vainqueur de la 11e étape
- 2011 : 39e
- 2012 : 61e
- 2013 : 25e
- 2014 : 48e
- 2016 : 75e

### Tour d'Espagne
4 participations
- 2006 : 18e
- 2008 : 43e
- 2011 : 65e
- 2013 : 117e

## Classements mondiaux
| Année                  | 2006 | 2007 | 2008 | 2009 | 2010 | 2011 | 2012 | 2013 | 2014 | 2015 |
| ---------------------- | ---- | ---- | ---- | ---- | ---- | ---- | ---- | ---- | ---- | ---- |
| Classement ProTour     | 82e  |      |      |      |      |      |      |      |      |      |
| Calendrier mondial UCI |      |      |      | 233e | 131e |      |      |      |      |      |
| UCI World Tour         |      |      |      |      |      | nc   | nc   | nc   | nc   | nc   |
| UCI Europe Tour        |      | 156e | 811e |      |      |      |      |      |      |      |